# Даунгрейд програмного забезпечення
Даунґрейд програмного забезпечення — це можливість, передбачена ліцензійними угодами деяких пропрієтарних програмних продуктів, яка дає змогу, придбавши ліцензію на нове програмне забезпечення, використовувати старішу (можливо, непідтримувану) версію програмного забезпечення (ПЗ). Назва з'явилася за аналогією зі словом апґрейд (від англ. upgrade — «рівнем вище»), що означає заміну старого програмного або апаратного забезпечення на новіше.
Угоди даунґрейда були розроблені для організацій з великим парком комп'ютерів і власним непідтримуваним або малопідтримуваним ПЗ. Для таких організацій покупка комп'ютерів, здатних працювати під новою ОС, і модифікація або переписування ПЗ можуть обійтися в значну суму. З цієї причини Microsoft не дозволяє даунґрейду дешевих домашніх ОС.
Також даунґрейдом називають встановлення більш ранньої версії прошивки в мікропроцесорний пристрій.

## ДаунґрейдMicrosoft Windows
Корпорація Microsoft в деяких випадках (див. список нижче) дозволяє здійснювати даунґрейд ОС Windows, якщо спочатку на комп'ютері встановлена ліцензійна операційна система. Водночас користувач змушений самостійно шукати ліцензійний диск з більш ранньою версією ОС (це може бути й OEM-версія, але обов'язково з легальною ліцензією). З одного диска можна провести даунґрейд на будь-яку кількість комп'ютерів. Забороняється використовувати одночасно і стару, і нову системи (для цього доведеться придбати ліцензії на обидва продукти).
Ліцензійними угодами Windows дозволені такі даунґрейди:
- Windows 7 Ultimate → Windows Vista Ultimate. Для комп'ютерів, придбаних упродовж перших 18 місяців після випуску Windows 7 або до виходу її першого пакета оновлень (SP1) (залежно від того, що настане раніше) — також до Windows XP Professional, XP Professional x64 Edition, XP Tablet PC Edition.
- Windows 7 Pro → Windows Vista Business. На старих комп'ютерах — Windows XP Pro, Pro x64, Tablet PC.
- Windows Vista Business, Ultimate → Windows XP Pro, Pro x64, Tablet PC.
- Windows XP Pro → Windows 2000 Pro, Windows NT Workstation, Windows 98 SE
- Windows Server 2003 Standard → Windows 2000 Server, Windows NT Server 4.0
- Windows Server 2003 Enterprise → Windows 2000 Advanced Server, Windows NT Server Enterprise 4.0
- Windows Small Business Server 2003 Premium → Small Business Server 2000, Small Business Server 4.5

Провівши даунґрейд, користувач втрачає всі права на будь-яку технічну підтримку продукту.